# Adiós, abuelo
Adiós, abuelo es una película de Argentina filmada en colores dirigida por Emilio Vieyra sobre su propio guion escrito en colaboración con Isaac Aisemberg que se estrenó el 5 de septiembre de 1996 y que tuvo como actores principales a Jairo, Stella Maris Lanzani, Ricardo Bauleo y Mónica Gonzaga.

## Sinopsis
Un cantante de tangos queda a cargo del hijo de cinco años del director del conjunto que integra cuando sus padres deben exiliarse por razones políticas. 

## Reparto
- Jairo
- Stella Maris Lanzani
- Ricardo Bauleo
- Mónica Gonzaga
- Ivo Cutzarida
- Gabriel Mores
- Ignacio Glaria
- Iliana Calabró
- Carlos Rotundo
- Adriana Parets
- Ricardo Morán
- Carola Islas
- Gustavo Favi
- Leandro Ferraro
- Diego Leske
- Pablo Machado
- Claudio Garófalo
- Carlos Girini
- Mariana González
- Carlos Vanoni
- Jorge Gesdel
- James Moore
- Wally Canella
- Claudia Suárez
- Alejandra Desiderio

## Comentarios
Quintín en El Amante del Cine  escribió:

«Una reivindicación de lugares comunes, antiguos convencionalismos  y prejuicios ideológicos (que pueden no ser inocuos, pero por los cuales parece desproporcionado poner el grito en el cielo dada su pobreza) queda algún espacio para que Jairo ratifique la vigencia de sus dotes canoras.»

Federico López en La Nación opinó:

«Una reivindicación nostálgica de la dictadura militar en la que no faltan guiños a la iglesia o a las fuerzas de seguridad ni invocaciones al apoliticismo de los ciudadanos.»

Manrupe y Portela escriben:

«Vieyra…vuelve a su cine ideológicamente más cuestionable. Aquí, trata el tema de los hijos de desaparecidos desde un perfil totalmente opuesto al de las Abuelas de Plaza de Mayo.»